# Koryfi (Elida)
Koryfi  este un oraș în Grecia în prefectura Elida.